# Oncocera
Genre
Oncocera est un genre de lépidoptères (papillons) de la famille des Pyralidae.

## Liste des espèces rencontrées en Europe
- Oncocera semirubella (Scopoli, 1763)